# Nikolaj Mjaskovski
Nikolaj Jakovlevitsj Mjaskovski (Russisch: Николай Яковлевич Мясковский) (Nowogeorgiewsk, 20 april 1881 – Moskou, 8 augustus 1950) was een Russisch componist.

## Levensloop

### Jeugd
Mjaskovski werd als tweede zoon van Russische ouders geboren in de Vesting Modlin in Nowogeorgiewsk nabij Warschau, toen behorend tot het Gouvernement Warschau van het keizerrijk Rusland. Zijn vader had de leiding over het bouwen van forten bij de grens met Pruisen.
Eerst leek hij een carrière in het leger te zullen volgen om officier te worden, maar hij besloot zich op de muziek toe te leggen toen de familie in 1895 verhuisd was naar Sint-Petersburg. Daar ontwikkelde hij zich tot een jonge intellectueel, die zich naast zijn militaire opleiding verdiepte in muziek en literatuur. Richtingbepalende indrukken waren concerten die hij bijwoonde met uitvoeringen van de Tweede symfonie van Beethoven en vooral van de Zesde symfonie van Tsjaikovski onder leiding van Arthur Nikisch. In het begin van de 20ste eeuw probeerde Mjaskovski een balans te vinden tussen zijn voortgezette militaire studies - in het voetspoor van zijn vader - en zijn liefde voor de muziek. In deze periode kreeg hij, op aanbeveling van Sergej Tanejev, lessen bij de componist Reinhold Gliere. In 1907 koos hij definitief voor de muziek en werd hij op de relatief late leeftijd van 25 jaar toegelaten tot het conservatorium.

### Studiejaren
Hij was een leerling van Aleksandr Glazoenov, Nikolaj Rimski-Korsakov en Anatoli Ljadov - toen allemaal wereldberoemde componisten - op het conservatorium van Sint-Petersburg. Daar leerde hij ook de tien jaar jongere Sergej Prokofjev kennen, die zijn levenslange boezemvriend werd. Hun correspondentie is uitgegeven. Al in 1908 schreef Mjaskovski zijn Eerste symfonie, die nog sterke invloed van Glazoenov verraadt. Het regime op het conservatorium was zo traditioneel en rigide, dat hij zijn bewondering voor de muziek van Richard Strauss, een componist aan wie Rimski-Korsakov een grondige hekel had, angstvallig moest verbergen. Toen Mjaskovski in 1911 van het conservatorium kwam, had hij ook zijn Tweede symfonie al geschreven, evenals een aantal pianosonates.

### Werk en invloed

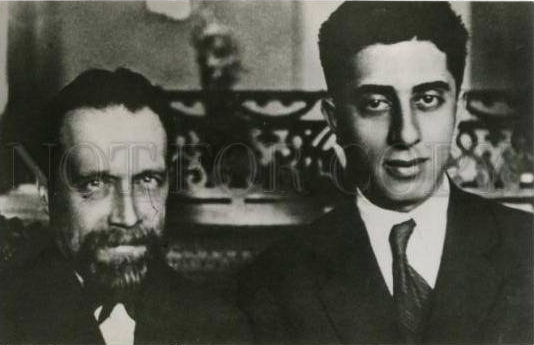
Mjaskovski (l.) en Chatsjatoerian in de jaren dertig

Na een periode in het leger - noodzakelijk door de Eerste Wereldoorlog en de Russische Revolutie, werd hij professor voor compositieleer aan het conservatorium van Moskou, waar onder anderen Dmitri Kabalevski en Aram Chatsjatoerjan tot zijn leerlingen behoorden. Hij was een harde werker die niet alleen voor een hele generatie Russische componisten een onvermoeibare en geliefde leidsman was, maar ook een grote productie had. Hij schreef alleen al 27 symfonieën en 13 strijkkwartetten en verder tal van andere composities. Hij volgde alle ontwikkelingen in de moderne muziek, was een groot bewonderaar van Stravinsky en Prokofjev en publiceerde over de Tweede Weense School.
Toch is zijn eigen stijl, na een meer gedurfde periode waarin hij sterk werd beïnvloed door Aleksandr Skrjabin (bijvoorbeeld in de Derde symfonie en de 2e, 3e en 4e pianosonates), relatief behoudend gebleven. Hij hield vast aan de tonaliteit en beschouwde zich als erfgenaam van Tsjaikovski, Glazoenov, Skrjabin en Het Machtige Hoopje. Zijn muziek is nooit uitbundig en blijft ook in meer opgewekte passages melancholiek van toon. Hoewel ook hij, zoals alle componisten in de Sovjet-Unie, zijn bijdrage heeft geleverd aan de door de autoriteiten gewenste gelegenheidsmuziek voor propagandistische doeleinden, wist deze bescheiden en teruggetrokken persoonlijkheid genoeg gezag op te bouwen om min of meer zijn eigen gang te kunnen gaan. Van zijn 27 symfonieën schreef hij "de even nummers voor de Partij en de oneven nummers voor mezelf", zoals hij eens spottend zei.
In de loop van zijn carrière ontving Mjaskovski diverse hoge Sovjet-onderscheidingen, zoals Stalin-prijzen. Hij stond in hoog aanzien als belangrijkste Russische symfonicus naast Prokofjev en Sjostakovitsj. Toch werd ook hij in 1948, samen met hen, aangeklaagd op beschuldiging van "formalistisch" componeren. De muziek van deze zeer geëerde en veel gespeelde componist verdween toen alsnog van de concertpodia in de Sovjet-Unie.

### Prijzen en kritiek
In 1927 werd Mjaskovski de titel 'Artiest van Verdienste van de Russische Sovjet Republiek' toegekend. Deze prijs, die veelal aan conservatoriumleraren werd toegekend, kreeg hij samen met zijn collega’s Heinrich Neuhaus, Alexander Goldenweiser en Konstantin Igoemnov. In 1940 werd hij verheven tot 'Doctor in de Kunst', een eretitel die vaak werd gegeven voor langdurige en opvallende verdiensten als leraar en promotor. In maart 1941 kreeg hij de Stalinprijs ter ere van zijn 21ste symfonie. In de oorlogsjaren werd hij, samen met Sergej Prokofjev en Dmitri Sjostakovitsj, als een van de drie belangrijkste Sovjet-symfonici erkend. In 1946 werd hij benoemd tot 'Nationaal Artiest van de USSR'. Dit betekende dat hij ook een kleine jaarlijkse toelage kreeg, zodat hij wat 'vrije tijd' had om te componeren. In 1950 viel hem voor zijn 2de sonate voor cello en piano nogmaals de Stalin Prijs ten deel en voor de derde keer in 1951, voor de 27ste symfonie én zijn 13de strijkkwartet.
Na de Tweede Wereldoorlog was de muziekwereld in de Sovjet-Unie nog meer een politieke aangelegenheid dan daarvoor. Mjaskovski kreeg, net als vele andere collega-componisten de lading jaloezie, beschuldigingen, bedreigingen en veroordelingen over zich heen. Mjaskovski’s bijdrage aan de viering van de 30ste verjaardag van de Oktoberrevolutie werd ‘te donker en pessimistisch’ gevonden. Dit sloeg op de 25ste symfonie.
In tegenstelling tot actieve, sarcastische verzetshouding van Sjostakovitsj ten opzichte van het regime, is het verzet van Mjaskovski verinnerlijkt. Hij spreekt slechts door zijn muziek, waarin hij zijn interpretatie van de tijd verklankt. Hij schrijft bijvoorbeeld geen programma’s of uitleg bij zijn symfonieën, maar laat de muziek het werk doen. Voor de autoriteiten was dit iets moeilijker te interpreteren, maar met enkele simpele regels konden politici willekeurige componisten verrassen met niet ter zake doende, maar keiharde kritiek. Een werk is verdacht als het:
- in een mineurtoonsoort staat;
- donker en somber begint;
- niet triomfantelijk en in een majeurtoonsoort eindigt;
- ritmisch tegendraads of ingewikkeld klinkt;
- atonaal, twaalftoons is of klinkt, of dissonanten laat horen, etc.

In 1948, na de Zjdanovdoctrine, de bekende 'Partijresolutie aangaande muzikaal formalisme', werd Mjaskovski’s werk in de ban gedaan en klonk zijn werk nog zeer weinig. Officieel was zijn werk besmet en ongeschikt voor het Sovjet-volk. Het was niet verboden, maar werd ontmoedigd. Dit laatste woord had in die tijd meer dreiging dan nu. Enkele officiële voorbeelden als oordeel over zijn muziek in het algemeen zijn: 'weifelend intelligentsia-gebabbel uit de verkeerde klasse' en 'abstract humanisme'. Men greep zelfs terug naar werken van 25 jaar oud om hem te veroordelen.
- De 6de symfonie was 'afgedaald en rouwend gepsychologiseer' (terwijl deze was opgedragen aan zijn vermoorde vader, een gewaardeerde Sovjet-burger)
- De 7de symfonie 'dook in een afgrond van subjectiviteit';
- De 10de was 'morbide expressionisme' en 'een concept van individualistisch pessimisme';
- De 13de was 'een symfonie vol kwelling’, 'donker, somber en soms onderdrukkend' en 'ontneemt de mens elke emotie en initiatief';
- De 26ste was 'donker en wijst het Sovjet-volk af' terwijl deze gedeeltelijk gebaseerd was op populaire oude Russische volksliederen.

### Einde

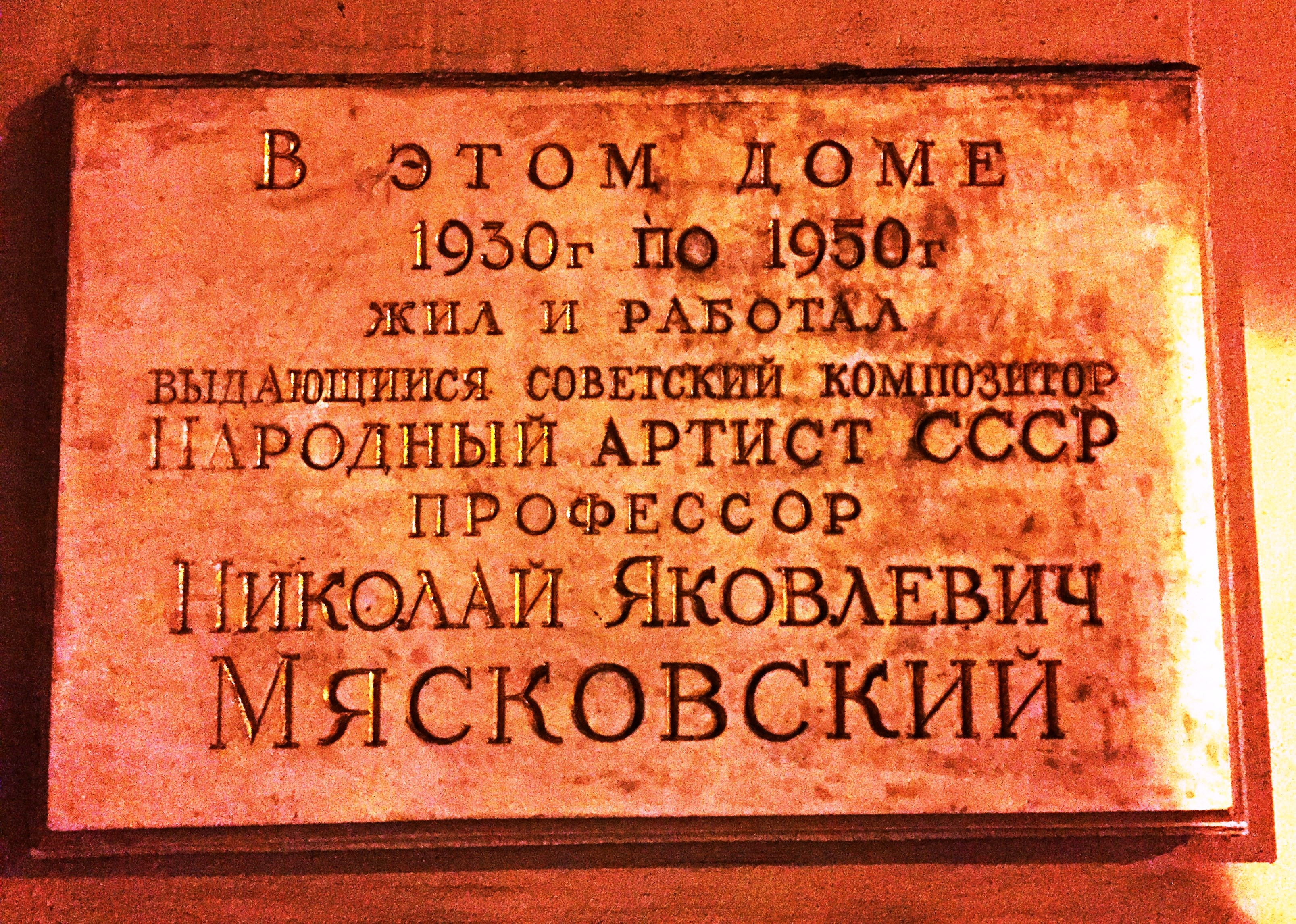
Herinneringsplaquette aan de gevel van Mjaskovski's huis in Moskou

Mjaskovski stierf op 69-jarige leeftijd op 8 augustus 1950. Zijn graf in Moskou bevindt zich nabij die van Skrjabin and Tanejev. Pas postuum, toen dirigent Aleksandr Gauk met veel succes de première bracht van de Zevenentwintigste symfonie, herkreeg hij de eer die hem toekwam. Niettemin wordt zijn muziek zelden uitgevoerd, al zijn er dankzij de platenindustrie enkele perioden geweest waarin de belangstelling leek op te leven.

## Composities

### Werken voor orkest

#### Symfonieën
- nr. 1, op. 3, 1908;
- nr. 2, op.11, 1910-1911;
- nr. 3, in a-mineur, op. 15, 1913-1914;
- nr. 4, op. 17, 1917-1918;
- nr. 5, op. 18, 1918;
- nr. 6, op. 23, met koor ad libitum, 1921-1923, rev. 1947;
- nr. 7, op. 24, 1922;
- nr. 8, op. 26, 1924-1925 [‘Stenka Razin’];
- nr. 9, op. 28, 1926-1927;
- nr. 10, op. 30, 1927 [‘De bronzen ruiter’];
- nr. 11, op. 34,1931-1932;
- nr. 12, op. 35, 1931-1922 [‘Kolchoz’];
- nr. 13, op. 36, 1933;
- nr. 14, op. 37, 1933;
- nr. 15, op. 38, 1933-1934;
- nr. 16, op. 39, 1935-1936 [‘Aviatie’];
- nr. 17, op. 41, 1936-1937;
- nr. 18, op. 42, 1937;
- nr. 19, op. 46, 1938; (zie: werken voor harmonieorkest)
- nr. 20, op. 50, 1940;
- nr. 21, op. 51, ‘fantasie in f#’, 1940;
- nr. 22, op. 54, ‘symfonische ballade’, in b-mineur, 1941;
- nr. 23, op. 56, 1941;
- nr. 24, op. 63, 1943;
- nr. 25, op. 69, 1946;
- nr. 26, op. 79, 1948;
- nr. 27, op. 85, 1949-1950

#### Overige orkestwerken
- Overture voor klein orkest, 1909, revisie 1949;
- Molchaniye [stilte] op. 9, symfonisch gedicht, naar E. A. Poe, 1909;
- Sinfonietta, op. 10, voor klein orkest, 1910, revisie 1943;
- Alastor, op. 14, symfonisch gedicht, naar Shelley, 1912-1913;
- Serenade, op. 32 no. 1, voor klein orkest, 1928-1929;
- Sinfonietta, op. 32 no. 2, voor strijkers, 1928-1929;
- Lyrisch concertino, op. 32 no. 3, voor klein orkest, 1928-1929;
- Vioolconcert in d-mineur op. 44, 1938;
- 2 stukken voor strijkers, op. 46 no. 1, 1945 (bewerking delen uit Symfonie nr. 19);
- 2 stukken voor viool, cello en strijkers, op. 46 no. 2, 1947 (bewerking delen uit Symfonie nr. 19);
- Begroetingsouverture (Privetstvennaya Uvertyrua), op. 48, 1939;
- Schakels in een ketting, op. 65, suite, 1908, revisie 1945;
- Celloconcert in c-mineur, op. 66, 1944-1945;
- Sinfonietta, in a-mineur, op. 68, voor strijkers, 1945-1946;
- Slavische rapsodie, op. 71, 1946;
- Pathétique Overture, op. 76, 1947;
- Divertissement, op. 80, 1948.

### Werken voor harmonieorkest
- 1938 Symfonie nr. 19, voor harmonieorkest, op. 46
- 1939 Feestelijke Mars in Bes
- 1940 Marche dramatique F-gr.t.
- 1941 Mars in F op. 53
- 1942 Ouverture in g op. 60
- Campaign (Ceremonial) March

### Vokaalwerken
- 1942/1943 "Kirov leeft!", cantate op. 61
- 1947 "Het Kremlin in de nacht", cantate op.75
- Liederen

### Kamermuziek
- 1911 rev. 1930/31 Sonate voor cello en piano in D-majeur, op. 12
- 1930 Strijkkwartet nr.1 a-kl.t. op. 33/1
- 1930 Strijkkwartet nr.2 c-kl.t. op. 33/2
- 1910 rev. 1930 Strijkkwartet nr.3 d-kl.t. op. 33/3
- 1909/1910 rev. 1937 Strijkkwartet nr.4 f-kl.t. op. 33/4
- 1938/1939 Strijkkwartet nr.5 e-kl.t. op. 47
- 1939/1940 Strijkkwartet nr.6 g-kl.t. op. 49
- 1941 Strijkkwartet nr.7 F-gr.t. op. 55
- 1942 Strijkkwartet nr.8 fis-kl.t. op. 59
- 1943 Strijkkwartet nr.9 d-kl.t. op. 62
- 1907 rev. 1945 Strijkkwartet nr.10 F-gr.t. op. 67/1 "Naar oude Schetsen"
- 1945 Strijkkwartet nr.11 Es-gr.t. op. 67/2 "Herinneringen"
- 1947 Strijkkwartet nr.12 G-gr.t. op. 77
- 1939 Strijkkwartet nr.13 a-kl.t. op. 86
- 1946/1947 Sonate voor viool F-gr.t. op. 70
- 1922 rev. 1930 Sonate voor cello nr.1 D-gr.t. op. 12
- 1948 Sonate voor cello en piano nr.2 a-kl.t. op. 81

### Werken voor piano
- 1907-1909 Sonate nr.1 d-kl.t. op. 6
- 1912 rev. 1948 Sonate nr.2 fis-kl.t. op. 13
- 1920 rev. 1939 Sonate nr.3 c-kl.t. op. 19
- 1917-1922 Grillen, op. 25
- 1924/1925 Sonate nr.4 c-kl.t. op. 27
- 1927 Reminiscences, op. 29
- 1942 Sonatine e-kl.t., op. 57
- 1942 Prelude en Rondo-Sonata, op. 58
- 1907/1908 rev. 1917 rev. 1944 Sonate nr.5 H-gr.t. op. 64/1 "Naar oude schetsen"
- 1907 rev. 1944 Sonate nr.6 As-gr.t. op. 64/2
- 1949 Sonate nr.7 C-gr.t. op. 82
- 1949 Sonate nr.8 d-kl.t. op. 83
- 1949 Sonate nr.9 F-gr.t. op. 84
- kleinere stukken

## Opnamen
- Alle symfonieën zijn op cd geregistreerd door de dirigent Jevgeni Svetlanov, die rond 1990 alle orkestwerken van Mjaskovski opnam met het Academisch Symfonieorkest van de Russische Federatie. Enkele van deze opnamen werden uitgebracht door het voormalige Russische staatslabel Melodiya. Op kosten van Svetlanov zelf werden de opnamen ten slotte uitgebracht op 16 cd's door het labels Russian Disc. Ook Olympia en Alto brachten de complete reeks uit, evenals Warner als onderdeel van de Svetlanov Edition. Deze laatste uitgave kreeg op 25 september 2008 van het Britse Gramophone de Classical FM Gramophone Record Award 2008 in de categorie Orkestmuziek.
- Van het celloconcert, door sommige critici beschouwd als zijn beste werk, zijn enkele opnames verschenen, onder meer van Mstislav Rostropovitsj met het Philharmonia Orchestra onder Malcolm Sargent (EMI, 1959) en Truls Mørk met het City of Birmingham Symphony Orchestra onder Paavo Järvi op Virgin.
- Het vioolconcert kwam uit van David Oistrakh met de dirigent Aleksandr Gauk en vele jaren later van Vadim Repin en het Kirov-orkest onder  Valeri Gergiev op Philips.
- Alle 13 strijkkwartetten van Mjaskovski werden opgenomen door het Tanejev Kwartet voor Melodiya, later op Olympia en Northern Flower.
- Op Olympia en Regis verschenen alle negen pianosonates, gespeeld door Murray McLachlan.
- Van Mjaskovski's meest opgenomen werken, de beide cellosonates, zijn opnamen gemaakt door onder anderen  Truls Mørk en Jean-Yves Thibaudet (nr. 1) op Virgin en door Yuli Turovsky en Luba Edlina (nr. 2) op Chandos.